# ناو هواپیمابر طراحی سبک ۱۹۴۲
ناو هواپیمابر طراحی سبک ۱۹۴۲ (به انگلیسی: 1942 Design Light Fleet Carrier) که معمولاً به‌آن ناو هواپیمابر سبک بریتانیایی (به انگلیسی: British Light Fleet Carrier) می‌گویند یک ناو هواپیمابر سبک است که طول آن ۶۹۰ فوت (۲۱۰ متر) می‌باشد.